# IC 3577
IC 3577 је појединачна звијезда у сазвјежђу Дјевица која се налази на листи објеката дубоког неба у Индекс каталогу.
Деклинација објекта је + 11° 53' 49" а ректасцензија 12h 36m 26,3s.